# Jerzy Hryniewski
Jerzy Hryniewski (de son vrai nom Mikolaj Dolanowski) (né le 29 décembre 1895 à Olzanka, mort le 15 mars 1978 à Londres) est un homme d'État polonais. Il est Premier ministre de janvier à mai 1954.

## Biographie
De 1928 à 1932 il est secrétaire du « Bloc indépendant pour la coopération avec le gouvernement ». Il est élu à la Diète de la République de Pologne de 1930 à 1935. Il est nommé Premier ministre du gouvernement polonais en exil le 18 janvier 1954.